# Ptychoptera sikkimensis
Ptychoptera sikkimensis is een muggensoort uit de familie van de glansmuggen (Ptychopteridae). De wetenschappelijke naam van de soort werd voor het eerst geldig gepubliceerd in 1965 door Charles Paul Alexander.